# Wilson (Wisconsin)
Wilson é uma vila localizada no estado norte-americano de Wisconsin, no Condado de St. Croix.

## Demografia
Segundo o censo norte-americano de 2000, a sua população era de 176 habitantes.
Em 2006, foi estimada uma população de 201, um aumento de 25 (14.2%).

## Geografia
De acordo com o United States Census Bureau tem uma área de
4,0 km², dos quais 4,0 km² cobertos por terra e 0,0 km² cobertos por água. Wilson localiza-se a aproximadamente 351 m acima do nível do mar.

## Localidades na vizinhança
O diagrama seguinte representa as localidades num raio de 16 km ao redor de Wilson.